# Aanpassingsvermogen
Aanpassingsvermogen of adaptiviteit is het vermogen van individuele organismen en samenlevingen om te veranderen dan wel hun vermogen tot zelforganisatie. Dit heeft betrekking op de mate waarin zij kunnen reageren op veranderde omstandigheden van buitenaf die de wisselwerking beïnvloeden, ofwel het zich kunnen instellen op gewijzigde eisen en omstandigheden in het milieu.
Opportunisme houdt nauw verband met adaptiviteit, net als sensitivering en het tegenovergestelde hiervan, habituatie. Concrete voorbeelden van adaptiviteit zijn culturele assimilatie, assimilatie in psychologische zin, psychologische compensatie, reacties op stressfactoren, supercompensatie en acclimatisatie.
Adaptiviteit wordt vooral onderzocht in de ethologie, de experimentele psychologie en de sociologie. Daarnaast worden adaptiviteitsmodellen toegepast in andere disciplines zoals de bedrijfswetenschap, de bionica, de adaptronica en de cognitiewetenschap.

## Verwante begrippen
Het verschil tussen adaptiviteit en adaptatie in biologische zin is dat deze laatste term wel betrekking heeft op populaties maar niet op individuen. Biologische adaptatie wordt daarom soms wel en soms niet als een vorm van adaptiviteit beschouwd. In de epigenetica wordt het verschijnsel biologische adaptatie nader bestudeerd.